# Peter Sinfield
Peter John Sinfield (n. 27 decembrie 1943, Metropolitan Borough of Fulham⁠(d), Anglia, Regatul Unit – d. 14 noiembrie 2024, Londra, Anglia, Regatul Unit) a fost un scriitor și artist englez, cunoscut ca autor al versurilor trupei King Crimson. A contribuit la albumele In The Court of The Crimson King, In The Wake of Poseidon, Lizard și Islands pe care l-a și produs.